# Frank Omiyale
Frank Tayo Omiyale (* 23. November 1982 in Nashville, Tennessee) ist ein ehemaliger US-amerikanischer American-Football-Spieler auf der Position des Tackles. Er spielte in seiner Karriere bei den Seattle Seahawks, Carolina Panthers, Chicago Bears und den Atlanta Falcons in der National Football League (NFL).

## Frühe Jahre
Omiyale ging auf die Highschool im Davidson County, Tennessee. Später besuchte er zunächst die Tennessee Technological University.

## NFL

### Atlanta Falcons
Omiyale wurde im NFL-Draft 2005 von den Atlanta Falcons in der fünften Runde an 153. Stelle ausgewählt. In seiner ersten NFL-Saison, war er inaktiv. Sein Debüt bestritt er am 22. Oktober 2007 gegen die Pittsburgh Steelers. Dies sollte sein einziges Spiel für die Falcons sein.

### Carolina Panthers
Am 2. September 2007 unterschrieb er einen Vertrag bei den Carolina Panthers. In der folgenden Saison war er ebenfalls inaktiv für sein Team. Am 5. Oktober 2008 wurde er erstmals als Starter aufgestellt.

### Chicago Bears
Am 27. Februar 2009 unterzeichnete er einen Vier-Jahres-Vertrag bei den Chicago Bears. Er gehörte direkt zum Stammpersonal der Bears. Am 1. März 2012 wurde er entlassen.

### Seattle Seahawks
Am 21. März 2012 heuerte er bei den Seattle Seahawks an. Er spielte zwar in jedem Saisonspiel für die Seahawks, wurde aber nach der Saison entlassen.